# HANAC-Syndrom
Das HANAC-Syndrom, Akronym für Hereditäre Angiopathie, Nephropathie, Aneurysma Cramps, ist eine sehr seltene angeborene Multisystemerkrankung mit den namensbildenden Hauptmerkmalen. Erkrankt sind die kleinen Gefäße des Gehirns mit Aneurysmen im Gehirn sowie außerhalb des Hirnes in den Nieren, der Muskulatur und im Auge. Die Erkrankung kann zu den Hereditären Angiopathien gezählt werden.
Die Bezeichnung wurde durch die Autoren der Erstbeschreibung aus dem Jahre 2005 durch die  französischen Ärzte Emmanuelle Plaisier, Sonia Alamowitch, Olivier Gribouval und Mitarbeitern vorgeschlagen.

## Verbreitung
Die Häufigkeit wird mit unter 1 zu 1.000.000 angegeben, bislang wurde über 6 betroffene Familien berichtet. Die Vererbung erfolgt autosomal-dominant.

## Ursache
Der Erkrankung liegen Mutationen im COL4A1-Gen auf Chromosom 13 Genort q34 zugrunde, welches für das Kollagen-Typ 4α1 kodiert.
Dieses Gen ist bei einer Reihe von Erkrankungen beteiligt, s. Kollagen-Typ 4α1

## Klinische Erscheinungen
Klinische Kriterien sind:
- Manifestation im Kindesalter
- Tortuosität (gewundener Verlauf) der Netzhautarterien
- Nierenzysten, bds kortikal und medullär
- Hämaturie
- erkrankte kleine Hirngefäße mit Läsionen der weißen Substanz mit Porenzephalie, Leukenzephalopathie, erweiterte perivaskuläre Räume, chronische Blutungsherde, lakunäre Infarkte, Mikrohämorrhagien und Aneurysmen der Hirnarterien, oft im Karotissiphon
- Muskelkrämpfe mit Anstieg der Serum-Kreatinkinase.

## Diagnose
Die Diagnose ergibt sich aufgrund der klinischen Befunde, der Spiegelung des Augenhintergrundes (Ophthalmoskopie), der Nierensonographie und der Kernspinuntersuchung des Gehirnes und kann durch den Nachweis der Mutation bereits vorgeburtlich gestellt werden.

## Differentialdiagnostik
Abzugrenzen sind:
- Syndromale Mikrophthalmie
- Retinale Vaskulopathie und zerebrale Leukoenzephalopathie (RVCL)[5]
- COL4A1-assoziierte zerebrale Mikroangiopathie mit Hämorrhagie[6]
- CADASIL
- CARASIL
- Porenzephalie Typ I

## Therapie
Die Behandlung kann nur symptomatisch erfolgen.